# Neocunaxoides cerasoides
Neocunaxoides cerasoides är en spindeldjursart som beskrevs av Gupta 1991. Neocunaxoides cerasoides ingår i släktet Neocunaxoides och familjen Cunaxidae. Inga underarter finns listade i Catalogue of Life.